# Skorpions Varese 1987
Questa voce raccoglie le informazioni riguardanti gli Skorpions Varese nelle competizioni ufficiali della stagione 1987. Lo sponsor principale è per il secondo anno Bosco Alfa Romeo.

## Roster
| Roster degli Skorpions Varese (1987) |
| --- |
| Quarterback - 8 Federico Turchi QB/RB - 14 Attilio Giordano - 12 Luca Blefari Running Back - 24 Ron Blakley - 25 Dario Magoga - 26 Massimiliano Poretti - 33 Antonio Lazzarelli Wide Receiver - 82 Sergio Angelini WR/CB - 84 Giovanni Crosta - -- ? Dancy - -- Mark Persinger Tight End - 44 Giorgio Nardi TE/RB - 80 Fulvio Rusconi TE/K Offensive Linemen - 46 Benito Melis RB/OL - 50 Federico Grizzetti C - 60 Attilio Castiglioni C/LB - 69 Stefano Gorini OG/LB - 78 Davide Naressi Defensive Linemen - 38 Gaetano Lombardo DT - 43 Giuseppe Russo DE/RB - 53 Paolo Cermesoni DT/OT - 66 Fabio Franzini DE/OT Linebacker - 55 Luigi Raffaele - 57 Giulio Mattiuzzo - 56 Harold Franklyn - 59 Benito Russo LB/K - -- G. Sartorato Defensive Back - 12 Marco Tabarelli CB/QB - 23 P. Mattiuzzo CB - 40 Giorgio Scopel CB/WR - 88 Stefano Bragato SS Special Team - -- D. Canella K |

## Campionato Serie A AIFA 1987

### Regular season

#### Andata
| Bologna 28 febbraio 1987 1ª giornata | Malipiero Doves Bologna | 20 – 6                  | Bosco Alfa Romeo Skorpions Varese | Campo Lunetta Gamberini, via degli Orti |
| \| \| \| \| \| Toumaniantz Q2 (TD) 55yd interception return Sgarzi Q2 (pat) Pearson Q2 (TD) 12yd run Scaffidi Q4 (TD) 27yd punt return Sgarzi Q4 (pat) \| Marcatori \| Blakley Q3 (TD) 1yd run \| |                         |                         |                                   |                                         |
| |                         |                         |                                   |                                         |
| Toumaniantz Q2 (TD) 55yd interception return Sgarzi Q2 (pat) Pearson Q2 (TD) 12yd run Scaffidi Q4 (TD) 27yd punt return Sgarzi Q4 (pat)                                                           | Marcatori               | Blakley Q3 (TD) 1yd run |                                   |                                         |

| Varese 8 marzo 1987 2ª giornata | Bosco Alfa Romeo Skorpions Varese | 22 – 14                                                                 | Seahawks Bellusco | Stadio Franco Ossola, via Bolchini |
| \| \| \| \| \| Blakley Q2 (TD) 3yd run Russo Q2 (pat) team Q2 (saf) Angelini Q2 (TD) 17yd pass da Blefari Canella Q3 (TD) 7yd pass da Blefari Russo Q3 (pat) \| Marcatori \| Stanish Q3 (TD) 2yd run Hoffmann Q3 (tpc) rush Hoffmann Q4 (TD) 4yd run \| |                                   |                                                                         |                   |                                    |
| |                                   |                                                                         |                   |                                    |
| Blakley Q2 (TD) 3yd run Russo Q2 (pat) team Q2 (saf) Angelini Q2 (TD) 17yd pass da Blefari Canella Q3 (TD) 7yd pass da Blefari Russo Q3 (pat) | Marcatori                         | Stanish Q3 (TD) 2yd run Hoffmann Q3 (tpc) rush Hoffmann Q4 (TD) 4yd run |                   |                                    |

| Torino 14 marzo 1987 3ª giornata | Free Time Tauri Torino | 0 – 23 | Bosco Alfa Romeo Skorpions Varese | Motovelodromo Fausto Coppi |
| \| \| \| \| \| \| Marcatori \| Blakley Q1 (TD) 23yd run Russo Q1 (pat) Blakley Q2 (TD) 1yd run Russo Q2 (pat) Russo Q3 (FG) 20yd field goal Lazzarelli Q4 (TD) 4yd run \| |                        | |                                   |                            |
| |                        | |                                   |                            |
| | Marcatori              | Blakley Q1 (TD) 23yd run Russo Q1 (pat) Blakley Q2 (TD) 1yd run Russo Q2 (pat) Russo Q3 (FG) 20yd field goal Lazzarelli Q4 (TD) 4yd run |                                   |                            |

| Varese 22 marzo 1987 4ª giornata | Bosco Alfa Romeo Skorpions Varese | 20 – 0 | Tecninox Panthers Parma | Stadio Franco Ossola, via Bolchini |
| \| \| \| \| \| Angelini Q2 (TD) 10yd pass da Blefari Canella Q2 (pat) Blakley Q3 (TD) 3yd run Canella Q2 (pat) Angelini Q4 (TD) 10yd run \| Marcatori \| \| |                                   |        |                         |                                    |
| |                                   |        |                         |                                    |
| Angelini Q2 (TD) 10yd pass da Blefari Canella Q2 (pat) Blakley Q3 (TD) 3yd run Canella Q2 (pat) Angelini Q4 (TD) 10yd run                                   | Marcatori                         |        |                         |                                    |

| Bologna 28 marzo 1987 5ª giornata | Bonfiglioli Riduttori Warriors Bologna | 43 – 0 | Bosco Alfa Romeo Skorpions Varese | Campo Lunetta Gamberini, via degli Orti |
| \| \| \| \| \| Longhi Q1 (TD) 11yd run Trepiccione Q1 (pat) Baylor Q1 (TD) 59yd run Trepiccione Q1 (pat) Bonanziga Q2 (TD) 14yd pass da Fantazzini Fantazzini Q3 (TD) 1yd run Hargreaves Q3 (tpc) pass Trepiccione Q4 (TD) 11yd run Bonanziga Q4 (tpc) pass Trepiccione Q4 (TD) 24yd run Trepiccione Q4 (pat) \| Marcatori \| \| |                                        |        |                                   |                                         |
| |                                        |        |                                   |                                         |
| Longhi Q1 (TD) 11yd run Trepiccione Q1 (pat) Baylor Q1 (TD) 59yd run Trepiccione Q1 (pat) Bonanziga Q2 (TD) 14yd pass da Fantazzini Fantazzini Q3 (TD) 1yd run Hargreaves Q3 (tpc) pass Trepiccione Q4 (TD) 11yd run Bonanziga Q4 (tpc) pass Trepiccione Q4 (TD) 24yd run Trepiccione Q4 (pat)                                   | Marcatori                              |        |                                   |                                         |

| Varese 4 aprile 1987 6ª giornata | Bosco Alfa Romeo Skorpions Varese | 9 – 21 | Montebianco Giaguari Torino | Stadio Franco Ossola, via Bolchini |
| \| \| \| \| \| Angelini Q1 (TD) 11yd pass da Blefari Canella Q2 (FG) 25yd field goal \| Marcatori \| Peels Q1 (TD) 90yd kickoff return Chieppa Q1 (pat) Dho Q2 (TD) 5yd run Chieppa Q2 (pat) Peels Q4 (TD) 4yd run Chieppa Q4 (pat) \| |                                   | |                             |                                    |
| |                                   | |                             |                                    |
| Angelini Q1 (TD) 11yd pass da Blefari Canella Q2 (FG) 25yd field goal | Marcatori                         | Peels Q1 (TD) 90yd kickoff return Chieppa Q1 (pat) Dho Q2 (TD) 5yd run Chieppa Q2 (pat) Peels Q4 (TD) 4yd run Chieppa Q4 (pat) |                             |                                    |

#### Ritorno
| Varese 25 aprile 1987 7ª giornata | Bosco Alfa Romeo Skorpions Varese | 14 – 46 | Malipiero Doves Bologna | Stadio Franco Ossola, via Bolchini |
| \| \| \| \| \| Blackley Q1 (TD) 1yd run Canella Q1 (pat) Blackley Q3 (TD) 42yd run Canella Q3 (pat) \| Marcatori \| Knight Q1 (TD) 5yd pass da Domenichini Domenichini Q2 (TD) 6yd run Knight Q2 (TD) 1yd run Mambelli Q2 (TD) 30yd pass da Domenichini Knight Q2 (tpc) rush Pearson Q3 (TD) 53yd pass da Domenichini Knight Q3 (TD) 1yd run Sgarzi Q3 (pat) Donati Q4 (TD) 7yd pass da Domenichini Sgarzi Q4 (pat) \| |                                   | |                         |                                    |
| |                                   | |                         |                                    |
| Blackley Q1 (TD) 1yd run Canella Q1 (pat) Blackley Q3 (TD) 42yd run Canella Q3 (pat) | Marcatori                         | Knight Q1 (TD) 5yd pass da Domenichini Domenichini Q2 (TD) 6yd run Knight Q2 (TD) 1yd run Mambelli Q2 (TD) 30yd pass da Domenichini Knight Q2 (tpc) rush Pearson Q3 (TD) 53yd pass da Domenichini Knight Q3 (TD) 1yd run Sgarzi Q3 (pat) Donati Q4 (TD) 7yd pass da Domenichini Sgarzi Q4 (pat) |                         |                                    |

| Bellusco 3 maggio 1987 8ª giornata | Seahawks Bellusco | 7 – 19                                                                                                   | Bosco Alfa Romeo Skorpions Varese | Campo Comunale |
| \| \| \| \| \| Malvezzi Q1 (TD) 31yd run Vismara Q1 (pat) \| Marcatori \| Blackley Q1 (TD) 4yd run Blackley Q2 (TD) 2yd run Angelini Q3 (TD) 21yd pass da Blefari Canella Q4 (pat) \| |                   | |                                   |                |
| |                   | |                                   |                |
| Malvezzi Q1 (TD) 31yd run Vismara Q1 (pat) | Marcatori         | Blackley Q1 (TD) 4yd run Blackley Q2 (TD) 2yd run Angelini Q3 (TD) 21yd pass da Blefari Canella Q4 (pat) |                                   |                |

| Varese 10 maggio 1987 9ª giornata | Bosco Alfa Romeo Skorpions Varese | 13 – 14                                                                                           | Free Time Tauri Torino | Stadio Franco Ossola, via Bolchini |
| \| \| \| \| \| Blackley Q1 (TD) 2yd run Canella Q1 (pat) Blackley Q1 (TD) 31yd run \| Marcatori \| Funtasz Q3 (TD) 86yd kickoff return Raffaelli Q3 (pat) Funtasz Q4 (TD) 7yd run Raffaelli Q4 (pat) \| |                                   |                                                                                                   |                        |                                    |
| |                                   |                                                                                                   |                        |                                    |
| Blackley Q1 (TD) 2yd run Canella Q1 (pat) Blackley Q1 (TD) 31yd run | Marcatori                         | Funtasz Q3 (TD) 86yd kickoff return Raffaelli Q3 (pat) Funtasz Q4 (TD) 7yd run Raffaelli Q4 (pat) |                        |                                    |

| Parma 16 maggio 1987 10ª giornata | Tecninox Panthers Parma | 20 – 21 | Bosco Alfa Romeo Skorpions Varese | Stadio Sergio Lanfranchi |
| \| \| \| \| \| Tagliaferri Q2 (TD) 1yd run Montarresi Q2 (pat) Tagliaferri Q4 (TD) 85yd run Montarresi Q4 (pat) Tagliaferri Q4 (TD) 4yd run \| Marcatori \| Blackley Q1 (TD) 2yd run Canella Q1 (pat) Blackley Q2 (TD) 4yd run Canella Q2 (pat) Blackley Q4 (TD) 46yd pass da Blefari Canella Q4 (pat) \| |                         | |                                   |                          |
| |                         | |                                   |                          |
| Tagliaferri Q2 (TD) 1yd run Montarresi Q2 (pat) Tagliaferri Q4 (TD) 85yd run Montarresi Q4 (pat) Tagliaferri Q4 (TD) 4yd run | Marcatori               | Blackley Q1 (TD) 2yd run Canella Q1 (pat) Blackley Q2 (TD) 4yd run Canella Q2 (pat) Blackley Q4 (TD) 46yd pass da Blefari Canella Q4 (pat) |                                   |                          |

| Varese 23 maggio 1987 11ª giornata | Bosco Alfa Romeo Skorpions Varese | 21 – 61 | Bonfiglioli Riduzioni Warriors Bologna | Stadio Franco Ossola, via Bolchini |
| \| \| \| \| \| Blackley Q3 (TD) 75yd kickoff return Angelini Q3 (tpc) rush Angelini Q4 (TD) 22yd pass da Blefari Angelini Q4 (TD) 75yd pass da Blefari Canella Q4 (pat) \| Marcatori \| Baylor Q1 (TD) 10yd run Trepiccione Q1 (pat) Baylor Q2 (TD) 1yd run Trepiccione Q2 (pat) Trepiccione Q3 (FG) 27 field goal Stanzani Q3 (TD) 20yd pass da Rossi Trepiccione Q1 (pat) Trepiccione Q3 (FG) 33 field goal Longhi Q3 (TD) 12yd run Trepiccione Q3 (pat) Longhi Q3 (TD) 60yd run Trepiccione Q3 (pat) Stanzani Q3 (TD) 20yd run Trepiccione Q3 (pat) Trepiccione Q4 (TD) 42yd run Trepiccione Q4 (pat) Longhi Q4 (TD) 1yd run \| |                                   | |                                        |                                    |
| |                                   | |                                        |                                    |
| Blackley Q3 (TD) 75yd kickoff return Angelini Q3 (tpc) rush Angelini Q4 (TD) 22yd pass da Blefari Angelini Q4 (TD) 75yd pass da Blefari Canella Q4 (pat) | Marcatori                         | Baylor Q1 (TD) 10yd run Trepiccione Q1 (pat) Baylor Q2 (TD) 1yd run Trepiccione Q2 (pat) Trepiccione Q3 (FG) 27 field goal Stanzani Q3 (TD) 20yd pass da Rossi Trepiccione Q1 (pat) Trepiccione Q3 (FG) 33 field goal Longhi Q3 (TD) 12yd run Trepiccione Q3 (pat) Longhi Q3 (TD) 60yd run Trepiccione Q3 (pat) Stanzani Q3 (TD) 20yd run Trepiccione Q3 (pat) Trepiccione Q4 (TD) 42yd run Trepiccione Q4 (pat) Longhi Q4 (TD) 1yd run |                                        |                                    |

| Torino 30 maggio 1987 12ª giornata | Montebianco Giaguari Torino | 9 – 21 | Bosco Alfa Romeo Skorpions Varese | Motovelodromo Fausto Coppi, corso Casale 144 |
| \| \| \| \| \| Dho Q3 (TD) 8yd run Montarresi Q3 (FG) 36yd field goal \| Marcatori \| Blackley Q1 (TD) 6yd run Canella Q1 (pat) Blackley Q1 (TD) 1yd run Canella Q1 (pat) Angelini Q4 (TD) 36yd pass da Blefari Canella Q4 (pat) \| |                             | |                                   |                                              |
| |                             | |                                   |                                              |
| Dho Q3 (TD) 8yd run Montarresi Q3 (FG) 36yd field goal | Marcatori                   | Blackley Q1 (TD) 6yd run Canella Q1 (pat) Blackley Q1 (TD) 1yd run Canella Q1 (pat) Angelini Q4 (TD) 36yd pass da Blefari Canella Q4 (pat) |                                   |                                              |

### Playoff
| Bolzano 20 giugno 1987, ore Ottavi di Finale | Jets Bolzano | 42 – 7                                              | Bosco Alfa Romeo Skorpions Varese | Stadio Marco Druso, viale Trieste 29 |
| \| \| \| \| \| Bowman Q1 (TD) 31yd run Bowman Q2 (TD) 38yd run Bulluck Q2 (TD) 41yd run Bowman Q2 (tpc) rush Bowman Q3 (TD) 20yd run Daino Q3 (pat) Bowman Q3 (TD) 68yd run Daino Q3 (pat) Bowman Q4 (TD) 36yd run \| Marcatori \| Crosta Q2 (TD) 3yd pass da Blefari Canella Q3 (pat) \| |              |                                                     |                                   |                                      |
| |              |                                                     |                                   |                                      |
| Bowman Q1 (TD) 31yd run Bowman Q2 (TD) 38yd run Bulluck Q2 (TD) 41yd run Bowman Q2 (tpc) rush Bowman Q3 (TD) 20yd run Daino Q3 (pat) Bowman Q3 (TD) 68yd run Daino Q3 (pat) Bowman Q4 (TD) 36yd run                                                                                       | Marcatori    | Crosta Q2 (TD) 3yd pass da Blefari Canella Q3 (pat) |                                   |                                      |

## Statistiche di squadra
| Competizione | %Vittorie | In casa | In casa | In casa | In casa | In casa | In casa | In trasferta | In trasferta | In trasferta | In trasferta | In trasferta | In trasferta | Totale | Totale | Totale | Totale | Totale | Totale |
| Competizione | %Vittorie | G       | V       | N       | P       | Pf      | Ps      | G            | V            | N            | P            | Pf           | Ps           | G      | V      | N      | P      | Pf     | Ps     |
| ------------ | --------- | ------- | ------- | ------- | ------- | ------- | ------- | ------------ | ------------ | ------------ | ------------ | ------------ | ------------ | ------ | ------ | ------ | ------ | ------ | ------ |
| Campionato   | .500      | 6       | 2       | 0       | 4       | 99      | 156     | 6            | 4            | 0            | 2            | 90           | 129          | 12     | 6      | 0      | 6      | 189    | 285    |
| Playoff      | .000      | -       | -       | -       | -       | -       | -       | 1            | 0            | 0            | 1            | 7            | 42           | 1      | 0      | 0      | 1      | 7      | 42     |
| Totale       | .462      | 6       | 2       | 0       | 4       | 99      | 156     | 7            | 4            | 0            | 3            | 97           | 171          | 13     | 6      | 0      | 7      | 196    | 327    |

## Giovanili

### Under 20

#### Campionato Under 20 AIFA 1987

##### Regular season
| 27 settembre 1987 1ª giornata                                                                          | Black Knights Rho | 0 – 15 0-0 0-0 0-8 0-7                                               | Skorpions Varese |  |
| \| \| \| \| \| \| Marcatori \| Molinari Q3 (TD) team Q3 (saf) Braghini Q4 (TD) run Canella Q4 (pat) \| |                   |                                                                      |                  |  |
| |                   |                                                                      |                  |  |
| | Marcatori         | Molinari Q3 (TD) team Q3 (saf) Braghini Q4 (TD) run Canella Q4 (pat) |                  |  |

| 3 ottobre 1987 2ª giornata                                                                               | Skorpions Varese | 8 – 8 0-0 8-0 0-0 0-8                | Philips Computers Frogs Legnano |  |
| \| \| \| \| \| Poretti Q2 (TD) Lombardo Q2 (saf) \| Marcatori \| Gaiera Q4 (TD) run Brovelli Q4 (tpc) \| |                  |                                      |                                 |  |
| |                  |                                      |                                 |  |
| Poretti Q2 (TD) Lombardo Q2 (saf)                                                                        | Marcatori        | Gaiera Q4 (TD) run Brovelli Q4 (tpc) |                                 |  |

| Savona 10 ottobre 1987 3ª giornata                                                                          | Pirates Savona | 12 – 13 0-0 0-7 0-6 12-0          | Skorpions Varese | Campo Bacigalupo |
| \| \| \| \| \| Zaffuto Q4 (TD) run Zaffuto Q4 (TD) run \| Marcatori \| ? Q2 (TD) team Q2 (pat) ? Q3 (TD) \| |                |                                   |                  |                  |
| |                |                                   |                  |                  |
| Zaffuto Q4 (TD) run Zaffuto Q4 (TD) run                                                                     | Marcatori      | ? Q2 (TD) team Q2 (pat) ? Q3 (TD) |                  |                  |

| Varese 24 ottobre 1987 4ª giornata | Skorpions Varese | 27 – 6 | Rams Milano | Campo Vivirolo, via Vivirolo |

##### Playoff
| Varese 24 ottobre 1987, ore Quarti di Finale | Skorpions Varese | per – vin | Coimpex Saints Padova | Campo Vivirolo, via Vivirolo |

### Statistiche di squadra
| Competizione | %Vittorie | In casa | In casa | In casa | In casa | In casa | In casa | In trasferta | In trasferta | In trasferta | In trasferta | In trasferta | In trasferta | Totale | Totale | Totale | Totale | Totale | Totale |
| Competizione | %Vittorie | G       | V       | N       | P       | Pf      | Ps      | G            | V            | N            | P            | Pf           | Ps           | G      | V      | N      | P      | Pf     | Ps     |
| ------------ | --------- | ------- | ------- | ------- | ------- | ------- | ------- | ------------ | ------------ | ------------ | ------------ | ------------ | ------------ | ------ | ------ | ------ | ------ | ------ | ------ |
| Campionato   | .875      | 2       | 1       | 1       | 0       | 35      | 14      | 2            | 2            | 0            | 0            | 28           | 12           | 4      | 3      | 1      | 0      | 63     | 26     |
| Playoff      | .000      | 1       | 0       | 0       | 1       | ?       | ?       | -            | -            | -            | -            | -            | -            | 1      | 0      | 0      | 1      | ?      | ?      |
| Totale       | .700      | 3       | 1       | 1       | 1       | 35+?    | 14+?    | 2            | 2            | 0            | 0            | 28           | 12           | 5      | 3      | 1      | 1      | 63+?   | 26+?   |